# Léon Susse
Henri Léon Victor Susse (* 23. September 1844 in Paris; † 16. April 1910 ebenda) war ein französischer Segler und Kunsthändler.

## Erfolge

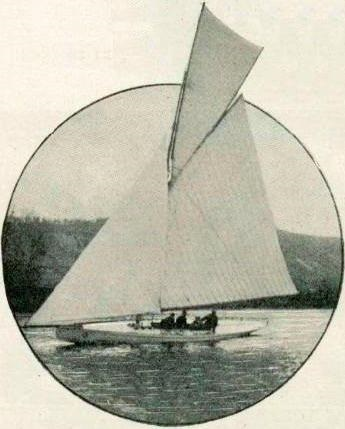
Die Yacht Favorite, mit der Godinet zweimal die Silbermedaille gewann

Léon Susse, der für den Cercle de la Voile de Paris segelte, nahm an den Olympischen Spielen 1900 in Paris teil, wo er in drei Wettbewerben antrat, der offenen Klasse und der 2 bis 3 Tonnen-Klasse. Bei allen Starts nahm er als Skipper der Yacht Favorite mit der Crew Jacques Doucet, Auguste Godinet und Henri Mialaret bestand. Die Wettfahrten fanden in Meulan-en-Yvelines auf der Seine statt.
In der Regatta der offenen Klasse waren alle Boote mit Ausnahme der größten Klasse verpflichtet, an dieser Wettfahrt teilzunehmen. Es wurde zeitversetzt gestartet, beginnend mit der kleinsten Klasse. Die größte Klasse startete 19:37 Minuten später als Letzte. Es wurde zunächst stromaufwärts gesegelt. Eine Flaute zwang den Großteil aller Boote zur Aufgabe. Nur sechs Booten gelang es, eine Boje zu umrunden und stromabwärts ins Ziel zu „treiben“. Gewertet wurde nach Einlauf der Boote. Mit der Yacht Favorite kam er nicht ins Ziel.
In der Bootsklasse 2 bis 3 Tonnen waren in beiden Wettfahrten nur vier Boote am Start. Es wurden eine lange und zwei kurze Bahnen (Runden) mit einer Länge von insgesamt 19 Kilometern gesegelt. Gewichtsunterschiede in den Booten wurden durch Zeitzuschläge ausgeglichen. Die französische Favorite segelte zwar die schnellste Zeit, wurde mit einem Zeitzuschlag von 4:05 min jedoch auf Platz zwei gesetzt. Bei der zweiten Wettfahrt erreichte die Favorite wieder den zweiten Platz ohne Auswirkung des Zeitzuschlages. Für jede Wettfahrt erhielt er eine Silbermedaille.

## Tätigkeit
Léon Susse war als Kunsthändler im Kunsthandelshaus Susse Frères in Paris tätig. Nach dem Tod des Vaters Amédée Susse 1880 führten Léon und sein Bruder Albert das Familienunternehmen weiter.